# Conor Dwyer
Conor Dwyer (* 10. Januar 1989 in Evanston, Illinois) ist ein US-amerikanischer Schwimmer. Er nahm an den Olympischen Sommerspielen 2012 und 2016 teil, in beiden wurde er Olympiasieger mit der 4 × 200-m-Freistilstaffel.

## Karriere

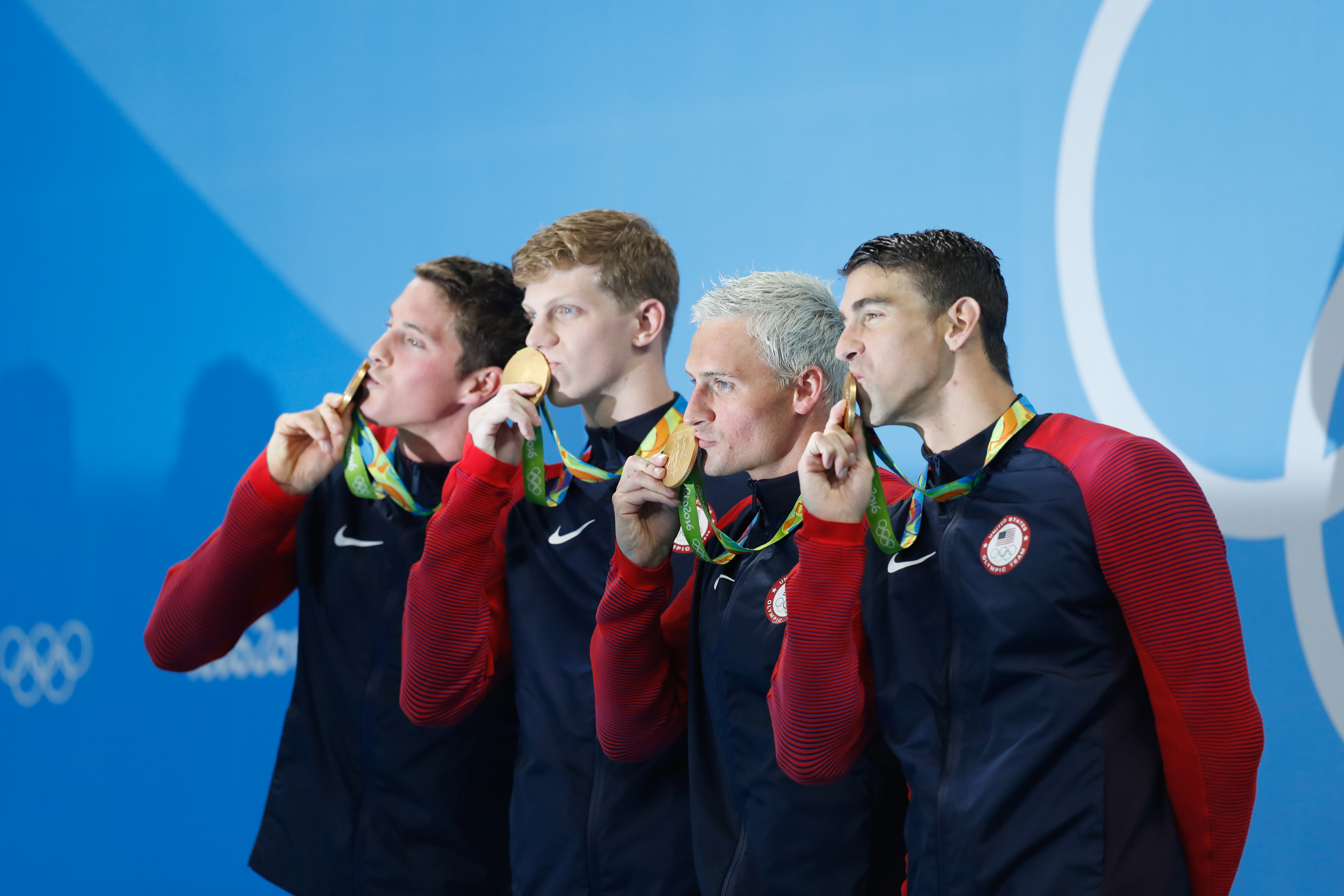
Dwyer, Haas, Lochte und Phelps nach ihrem Olympiasieg 2016

Im Jahr 2011 nahm Dwyer erstmals an den Schwimmweltmeisterschaften teil, bei denen er durch seine Teilnahme am Vorlauf eine Goldmedaille mit der 4 × 200-m-Freistilstaffel gewann. Bei den Olympischen Sommerspielen 2012 trat Dwyer zusammen mit Ryan Lochte, Ricky Berens und Michael Phelps im Finale über 4 × 200 m Freistil an und wurde Olympiasieger.
Bei den Olympischen Sommerspielen 2016 wiederholte Dwyer seinen Olympiasieg, diesmal zusammen mit Lochte, Phelps und Townley Haas. Zudem gewann er die Bronzemedaille über 200 m Freistil.
Im Oktober 2019 beendete Dwyer seine Karriere als professioneller Schwimmer, nachdem er von der United States Anti-Doping Agency wegen eines Dopingvergehens verurteilt und rückwirkend ab Dezember 2018 für 20 Monate gesperrt wurde.